# (5525) 1991 TS4
Az (5525) 1991 TS4 a Naprendszer kisbolygóövében található aszteroida. Kawasato, N. fedezte fel 1991. október 15-én.